# Leetza
Leetza este o comună din landul Saxonia-Anhalt, Germania.